# Bunkerprozess
Der Bunkerprozess war die juristische Aufarbeitung eines Bauskandals der Schweizer Armee in der Mitte des 20. Jahrhunderts. Bei Schweizer Bunkeranlagen aus dem Zweiten Weltkrieg wurden 1946 gravierende Baumängel festgestellt. Die dafür verantwortlichen Militärs und Baufirmen wurden in einem Prozess, der 1950 vor Divisionsgericht stattfand, zu milden und meist bedingten Strafen verurteilt.

## Bunkerbauten während des Zweiten Weltkriegs
Zur Verteidigung gegen Nazideutschland und den Faschismus in Italien baute die Schweizer Armee vor und während des Zweiten Weltkriegs unter grossem Zeitdruck unzählige Bunkeranlagen (→ Liste der Festungen in der Schweiz), viele davon in den Alpen, dem sogenannten Reduit.

## Entdeckung der Baumängel
Zu Übungs- und Testzwecken nahm die Schweizer Armee im Herbst 1946 in der Nähe des Stockhorns im Berner Oberland die Bunkeranlagen «Widdersgrind», «Bürglen» und «Morgetenpass» unter Beschuss. Eingesetzt wurden Geschütze verschiedener Kaliber, aber auch 200-Kilogramm-Sprengbomben. Zum Entsetzen der anwesenden Militärs hielt das Artilleriewerk «Widdersgrind» dem Beschuss nicht stand und lag in Trümmern. Der vermeintlich so widerstandsfähige Eisenbetonbau wurde durch die Geschosse gänzlich zerstört.
Das Eidgenössische Militärdepartement ordnete umgehend eine Untersuchung an. Alle 52 Befestigungswerke im Gebiet der 2. Division wurden überprüft. Die Anlagen waren während der Kriegsjahre in einem Umkreis von 30 Kilometern und in Höhen von bis zu 2000 Metern erstellt worden. Die Untersuchungen wurden durch die  Eidgenössische Materialprüfungs- und Forschungsanstalt Empa durchgeführt. Die Ergebnisse der Untersuchungen und Gesteinsanalysen zeigten: Sechs Prozent der Bauten waren wegen minderwertiger Betonqualität ungenügend, zehn Prozent Bunker waren unbrauchbar. Beim Bau waren zu wenig Zement und auch ungeeignete Zusatzstoffe verwendet worden. Im schlimmsten Fall betrug die Druckfestigkeit des Betons nur 54 statt der geforderten 700 Kilogramm. Die ausführenden Bauunternehmer hatten aber hochwertiges Material verrechnet.

## Information der Öffentlichkeit
Der entdeckte Baupfusch am Reduit konnte bis in den Sommer 1949 geheim gehalten werden. Dann tauchten in den Medien erste Spekulationen über «weiche Bunker», «Riesenbetrügerei im Festungsbau» und angeblicher «Sabotage der Landesverteidigung» auf. Das Eidgenössische Militärdepartement informierte jedoch wegen der Wahrung militärischer Geheimnisse und der komplexen Tatbestände erst nach Abschluss der Voruntersuchung im Februar 1950.
Eine Welle der Empörung ging dann durch das Land. Politiker von Links bis Rechts sowie Soldaten und Offiziere forderten Transparenz und eine rigorose Bestrafung der Verantwortlichen. Unter dem medialen Druck veröffentlichte der Bundesrat bereits vor Prozessbeginn die Namen der Angeklagten. Hochrangigen Offiziere der Genietruppen der 2. Division wurde Pflichtvernachlässigung bei der Erteilung der Aufträge an Baufirmen, bei der Kontrolle der Arbeiten und Rechnungen sowie der Abnahme der Bunker vorgeworfen. Ausserdem wurden Bauunternehmer beschuldigt, die Festungsanlagen liederlich erstellt zu haben.

## Prozess in Bern
Am 25. Oktober 1950 begann in Bern vor dem Divisionsgericht der «Bunkerprozess». Die Richter sollten über 25 Angeklagte und 200 Tatbestände urteilen. 100 Zeugen wurden vorgeladen und die Akten hatten einen Umfang von über 300'000 Seiten. Während des Prozesses wiesen alle Angeschuldigten jegliche Schuld von sich oder konnten sich nicht mehr an Details erinnern. Ausserdem verwiesen sie auf die damaligen «schwierigen Zeiten». Alle Angeklagten wollten stets in guten Treuen gehandelt haben.
Der Prozess dauerte vier Monate. Am Ende blieb von der spektakulären Anklage nicht mehr viel übrig. Keinem der Angeklagten konnte eine absichtliche Schädigung der Armee nachgewiesen werden. Die Armee selbst kam nicht gut weg. Es zeigte sich, dass der Bunkerbau dilettantisch vorangetrieben worden war. Offiziere ohne bautechnische Kenntnisse hatten unter Missachtung elementarer Richtlinien die Bauarbeiten geleitet. Die Richter verurteilten einen Obersten, einen Oberleutnant, einen Leutnant sowie sechs Unternehmer zu milden und meist bedingten Strafen. Linke Zeitungen witterten eine Klassenjustiz und schrieben von einer Farce.